# Thomas Jenkinson Woodward
Pour les articles homonymes, voir Jenkinson et Woodward.
Thomas Jenkinson Woodward est un botaniste et phycologue britannique, né en 1745 et mort en 1820.
Il se spécialise dans l’étude des algues. Il est membre de la Linnean Society of London.